# 1631년
1631년은 수요일로 시작하는 평년이다.

## 연호
- 명(明) 숭정(崇禎) 4년
- 후금(後金) 천총(天聰) 5년
- 일본(日本) 간에이(寛永) 8년
- 후 레 왕조(後黎朝) 득롱(德隆) 3년

## 기년
- 류큐(琉球) 쇼호왕(尚豊王) 11년
- 명(明) 의종 숭정제(毅宗 崇禎帝) 4년
- 후금(後金) 태종 천총가한(太宗 天聰可汗) 5년
- 조선(朝鮮) 인조(仁祖) 9년
- 후 레 왕조(後黎朝) 신종(神宗) 13년

## 사건
- 9월 17일 - 브라이텐펠트 전투에서 구스타브 2세 아돌프가 이끄는 스웨덴군이 교황군을 격파하다.
- 진주사(陳奏使)로 명나라에 갔던 정두원이 귀국 길에 이탈리아 사람 로드리게스로부터 한역(漢譯) 과학서적(《천문서》, 《직방외기(職方外記)》, 《서양풍속기(西洋風俗記)》), 천주교 서적과 홍이포(紅夷砲)·천리경(千里鏡)·자명종(自鳴鍾) 등 서양 기계 등 여러 문물을 가져왔다.[1][2][3] 그가 천주교 서적을 가져왔다는 것은 연대가 가장 명확한 천주교 전래에 관한 기사로 평가된다.[4]

## 문화
- 인도의 아그라에 타지 마할 건축 시작.

## 사망
- 1월 17일 - 샤 자한의 아내 뭄타즈 마할
- 조선 전기의 유학자 광산김씨 양간공파 김장생

## 참고 문헌
- 송건호 (2002). 《송건호 전집 01 민족통일을 위하여 1》. 한길사. ISBN 8935655015.
- 다수 (2004). 《글로벌세계대백과사전》. 도서출판 범한, 중앙교연.
  - 미상. 《구미 열강과의 관계》.
  - 미상. 《정두원》.